# James Bush
James Arthur Bush, né le 28 juillet 1850 à Kanpur (Inde) et mort le 21 septembre 1924 à Clevedon (Angleterre), est un joueur de rugby à XV et de cricket anglais. Il dispute cinq rencontres avec l'équipe d'Angleterre de rugby à XV entre 1872 et 1876, et participe à cent-quarante-huit rencontres de first-class cricket, principalement avec le Gloucestershire County Cricket Club entre 1870 et 1890 en tant que gardien de guichet.

## Biographie
Bush, fils du Major Robert Bush, et sa sœur Emily, vont à l'école du Clifton College, tout comme trois autres frères plus jeunes qui ont tous joué au club de Clifton Rugby Football Club. L'un d'eux, Robert Edwin Bush, a également joué au cricket au Gloucestershire et ensuite est parti en Australie Occidentale qu'il explore, il devient membre du Western Australian Legislative Council. Un autre frère, John Edward Bush, fait une carrière militaire accomplie et devient brigadier général. Le troisième frère à jouer au rugby à Clifton est James Paul Bush, qui est aussi militaire avec le grade de sergent au sein de la Bristol Royal Infirmary, il est temporairement Deputy Lieutenant pour le Gloucestershire.

## Bilan sportif

### Rugby à XV
Il a honoré sa première cape internationale en équipe d'Angleterre comme avant à l'occasion de la deuxième rencontre internationale de l'équipe d'Angleterre de rugby à XV, qui a lieu contre l'Écosse le 5 février 1872. Ce n'est pas seulement le deuxième match de l'Angleterre, mais également la deuxième rencontre internationale jamais disputée. James Bush joue à quatre reprises contre l'Écosse et une fois en 1875 contre l'Irlande.
- 5 sélections en équipe d'Angleterre
- Sélections par année : 1 en 1872, 1 en 1873, 2 en 1875, 1 en 1876

### Cricket

#### Principales équipes
James Bush dispute un total de cent-quarante huit rencontres de first-class cricket, la plupart avec le Gloucestershire County Cricket Club entre 1870 et 1890. Il dispute un match pour l'équipe du sud de l'Angleterre (contre le Nord) et deux pour les Gentlemen (amateurs) contre les Players (professionnels) dans la rencontre traditionnelle « Gentlemen v. Players »,.
| Équipe              | First-class (matchs) |
| ------------------- | -------------------- |
| Gloucestershire     | 1870 - 1890 (136)    |
| Sud de l'Angleterre | 1877 (1)             |
| Gentlemen           | 1874 - 1875 (2)      |